# Scilla Gabel
Pour les articles homonymes, voir Gabel.
Gianfranca Gabellini, connue sous le nom de scène Scilla Gabel, née le 4 janvier 1938 à Rimini, est une actrice italienne.

## Biographie
Surnommée la Sophia Loren du pauvre (elle a été sa doublure), Scilla Gabel a traversé le cinéma européen et américain au cours des années 1960 et 1970.
Elle est mariée au réalisateur Piero Schivazappa.

## Filmographie

### Au cinéma
- 1955 : L'Hôtel du rendez-vous (Tua per la vita) de Sergio Grieco : la jeune employée de l'atelier[1]
- 1956 : Due sosia in allegria d’Ignazio Ferronetti[1]
- 1957 : Gente felice de Mino Loy : Gina[1]
- 1958 : Filles de nuit de Maurice Cloche : Lola[1]
- 1958 : Jambes d'or de Turi Vasile et Antonio Margheriti : Gianna Savelli[1]
- 1959 : I ragazzi dei Parioli de Sergio Corbucci : Nuccia
- 1959 : La Plus Grande Aventure de Tarzan (Tarzan's Greatest Adventure) de John Guillermin : Toni[1] (V.F. : Monique Melinand)
- 1960 : Les Canailles de Maurice Labro : Gina
- 1960 : Le Moulin des supplices  (Il mulino delle donne di pietra) de Giorgio Ferroni : Elfie Wahl[1] (V.F. : Nelly Benedetti)
- 1960 : Les Plaisirs du samedi soir (I piaceri del sabato notte) de Daniele D'Anza
- 1960 : Incorrigibles Parents (Genitori in blue-jeans) de Camillo Mastrocinque
- 1960 : Nous les durs ! (Noi duri) de Camillo Mastrocinque : Josette
- 1960 : La Charge des Cosaques de Riccardo Freda : Princesse Voroutzoff[1] (V.F : Jacqueline Carrel)
- 1961 : L'Enlèvement des Sabines (Il ratto delle sabine) de Richard Pottier
- 1961 : Sodome et Gomorrhe (Sodom and Gomorrah) de Robert Aldrich : Tamar[1] (V.F. : Michèle Montel)
- 1961 : Les filles sèment le vent de Louis Soulanes
- 1961 : Le Puits aux trois vérités de François Villiers : rôle de Rossana Stromboli
- 1962 : La Salamandre d'or de Maurice Régamey : rôle de Béatrice
- 1962 : Les Deux Colonels (I due colonnelli) de Steno
- 1962 : Maciste contre les géants, de Michele Lupo et Lionello De Felice : Princesse Thalima[1] (V.F. : Claire Guibert)
- 1963 : Les Cavaliers de la terreur  (Il terrore dei mantelli rossi) de Mario Costa : Cristina[1] (V.F. : Arlette Thomas)
- 1963 : Les Hors-la-loi du mariage (I fuorilegge del matrimonio) de Paolo Taviani
- 1964 : La Vengeance de Spartacus, de Michele Lupo : Cinzia[1] (V.F. : Chantal Deberg)
- 1964 : El Kebir, fils de Cléopâtre, de Ferdinando Baldi : Livia[1] (V.F. : Jeanine Freson)
- 1966 : Guet-apens à Téhéran (Geheimnis der gelben Mönche) de Manfred R. Köhler
- 1966 : Modesty Blaise de Joseph Losey
- 1966 : Djurado de Giovanni Narzisi : Barbara Donovan
- 1966 : Comment séduire un play-boy en l'an 2000 (Bel Ami 2000 oder Wie verführt man einen Playboy?) de Michael Pfleghar : Anita Bionda
- 1967 : Tendres Requins de Michel Deville : Zeezee
- 1967 : Le Grand Bonheur (Das große Glück) de Franz Antel
- 1971 : Chaco, de Gino Mangini : Susanna, non crédité[2]

### À la télévision
- 1958 : Capitan Fracassa, mini-série d’Anton Giulio Majano : Zerbina[1]
- 1958 : Women in Love, de Julian Amyes, Joan Kemp-Welch, Tania Lieven, Ronald Marriott, Peter Graham Scott et Robert Tronson : Topazzia (segment : After So Long)[1]
- 1968 : L'Odyssée de Franco Rossi : Hélène
- 1985 : Quei trentasei gradini (it) de Luigi Perelli (épisode 1.6) : Comtesse Dora
- 1988 : Festa di Capodanno (it) de Piero Schivazappa (épisode 1.2) : Laura Bartezzaghi

### Voix françaises
- Jacqueline Carrel dans La Charge des Cosaques
- Monique Melinand dans La Plus Grande Aventure de Tarzan
- Nelly Benedetti dans Le Moulin des supplices
- Michèle Montel dans Sodome et Gomorrhe
- Claire Guibert dans Maciste contre les géants
- Arlette Thomas dans Les Cavaliers de la terreur
- Chantal Deberg dans La Vengeance de Spartacus
- Janine Freson dans El Kebir, fils de Cléopâtre